# 中正山
中正山，原名大林竿山，別名十八份山，是台灣北端台北盆地北側大屯火山群當中的一座山峰，標高646公尺，位於台北市北投區，陽明山國家公園內。位在大屯山南側由火山岩流形成，山勢圓大而胸部挺起、山腹凸出、有如哈哈笑面彌勒菩薩，山下法雨寺住持又稱此山彌勒山。:25戰後國民政府來台初期1950年代，為向時任總統蔣中正祝壽，將此山改稱中正嶺，後又改稱中正山。國民黨及隨附組織自1950年代起，即在每年蔣中正生日當天在山上設立壽堂，發動群眾攀登此山向其「祝壽登山」，:3在1960年代更擴大舉辦「萬人登山」代表「萬壽無疆」，合唱歌頌「世界偉人」、「民族救星」高呼萬歲，在其逝世後十數年間繼續每年「追思登山」。:117-120林務局在1956年配合總統府意象造林，提供黑松苗種，在此山南坡上朝向台北市區的方向種出「中正」二字各廣達一百公尺見方，天氣晴朗時從北投市區清晰可見，原為北投地標。1990年代其字跡漸趨模糊，2003年的航照圖字跡已難以辨識，因松材線蟲侵蝕松樹多年及2007年自願修剪的志工過世，現幾已無跡可尋。
目前鋪設有中正山親山步道可供攀登，頂端可遠眺七星山及紗帽山。步道往北續行可連接大屯山南峰。

## 登山步道
中正山山頂海拔約646公尺，視野良好，登山口多達七處，以下僅就官方推動的登山口及登山路線作說明。

### 中正山步道

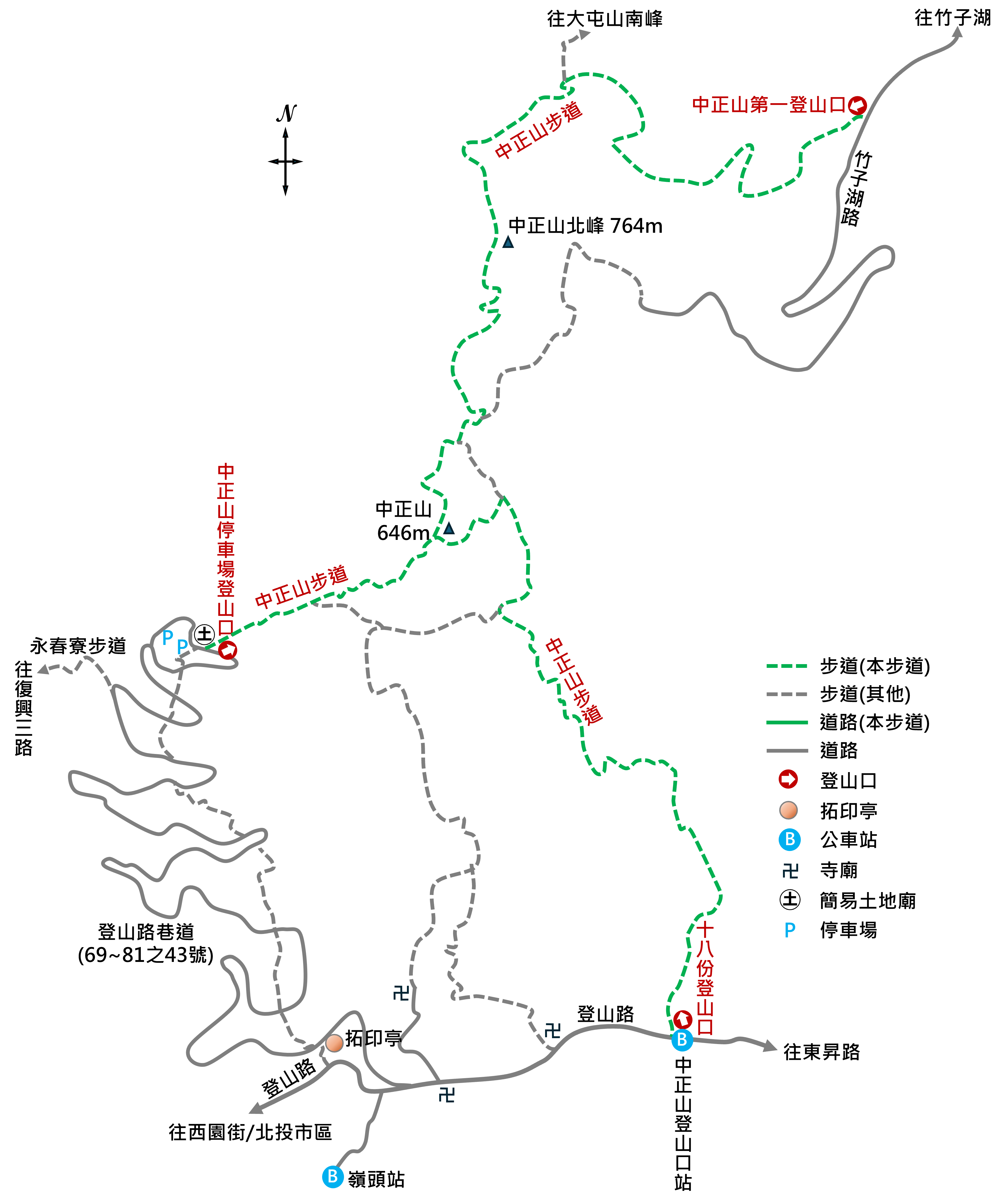
中正山步道路線圖

陽明山國家公園管理處推動的「中正山步道」有三條路線：第一條路線的登山口位於該山東北側的竹子湖路旁，名為「中正山第一登山口」；第二條路線的登山口位於該山南南東側、十八份聚落登山路旁，名為「十八份登山口」；第三條路線的登山口位於該山西南西側、登山路巷道（69~81之3號）末端的的中正山停車場旁，名為「中正山停車場登山口」；三條路線的會合處即為中正山頂的觀景台旁，附近立有北市三角點10號基石。
這三條路線呈現Y字形。若由中正山第一登山口起登，至十八份登山口全長約3.6公里；若由同一地點起登，至中正山停車場登山口全長約2.6公里。

### 中正山親山步道

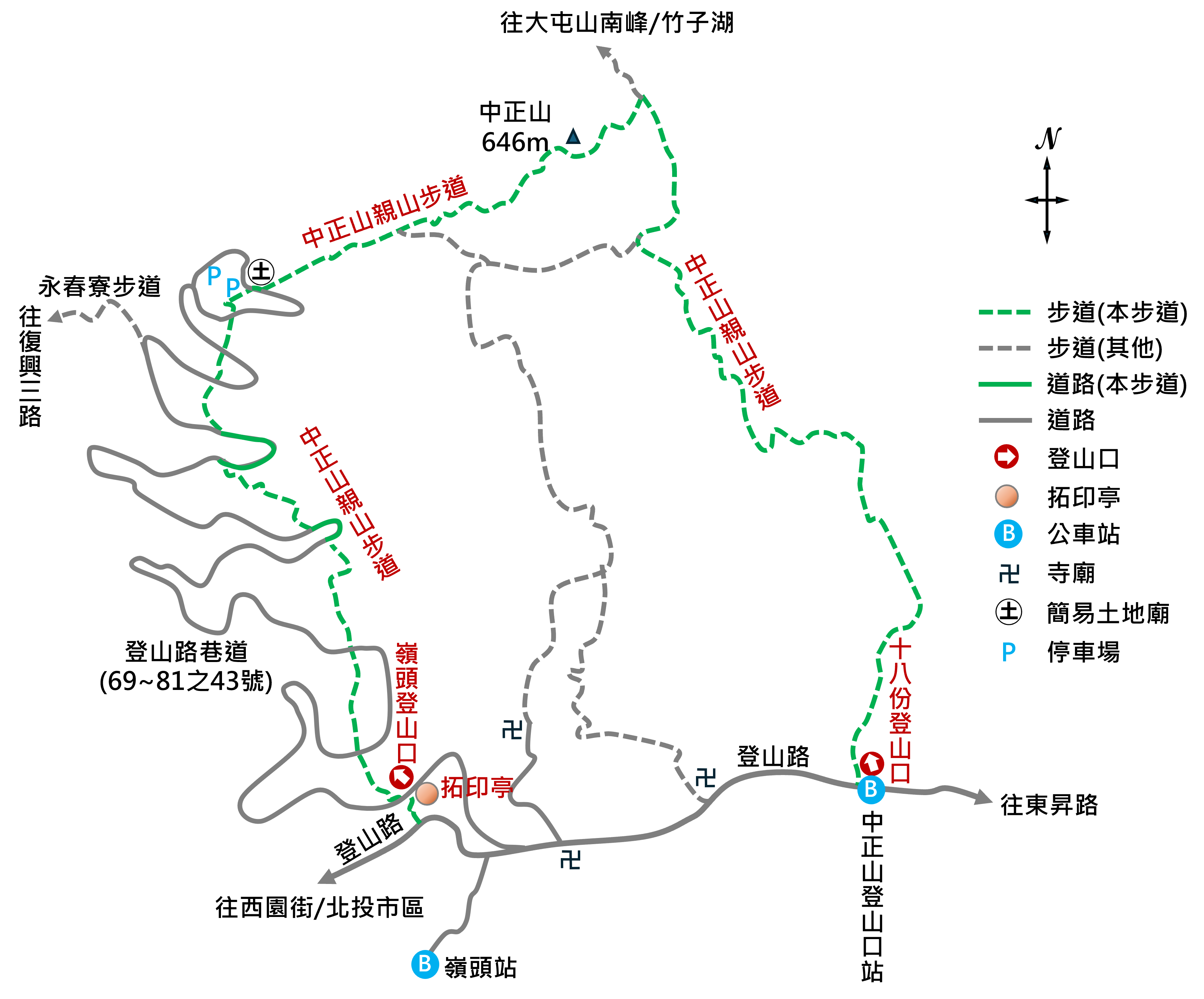
中正山親山步道路線圖

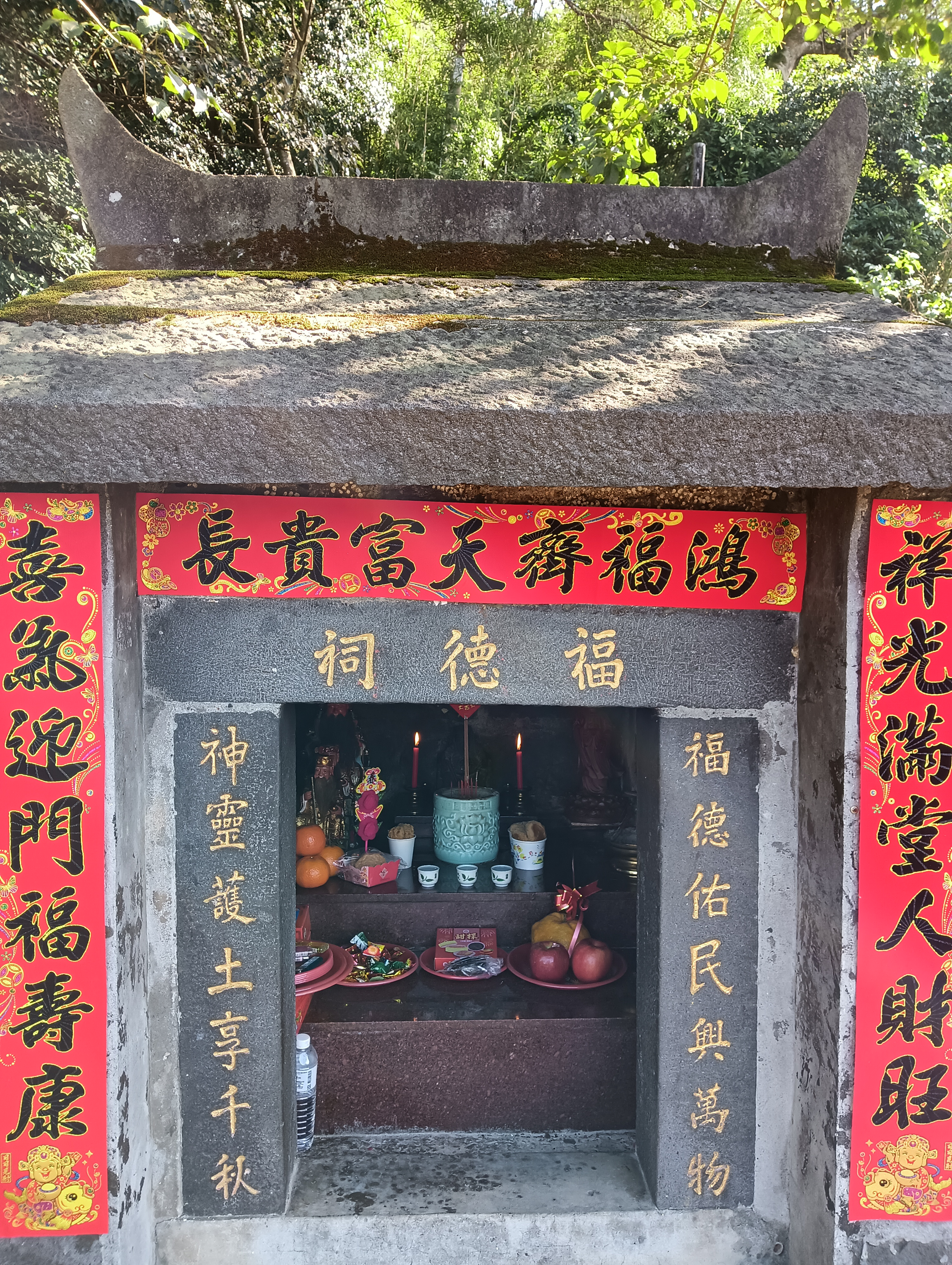
中正山停車場旁的土地公廟

臺北市政府推動的「中正山親山步道」未納入前述第一條路線，保留第二條路線（十八份登山口），並將第三條路線的登山口向南延伸至嶺頭聚落附近的登山路巷道（69~81之3號）旁，名為「嶺頭登山口」，其對面設有拓印亭。兩條路線大致呈現ㄇ字形，全長約3.3公里。

## 交通
距離「中正山登山口」較近的公車站為「中正山登山口」站，公車小7、小7回程經新明路、小8區間車皆有停靠。距離「嶺頭登山口」較近的公車站為「嶺頭」站，公車小7、小7回程經嶺腳/珠海路、小7回程經新明路、小7繞駛惇敘高工、小8區間車皆有停靠。

## 中正山與大砲岩
中正山南方隔著硫磺谷與大砲岩相對。大砲岩外型原為一門近十米高巨砲的形狀，自日治以來即為北投的著名地標，自1930年代早期迄今為台灣攀岩運動歷史上啟蒙的重要據點。由於其巨砲的外型，凸出五公尺長的砲管直接對準其北方正對面後來為祝壽被更名植樹排字的中正山，被認為大不敬，:130而在1957年以前即將其砲管炸毀。:25,44

## 外部連結
- 大屯山系-中正山親山步道  臺北旅遊網